# Ватсон Кірконел
Ватсон Кіррконнелл (англ. Watson Kirkconnell; 16 травня 1895 — 26 лютого 1977) — канадський вчений, адміністратор університету, перекладач зі слов'янських мов і угорської. Добре відомий в Ісландії, Східній і Центральній Європі, а також серед канадців різного походження за свої переклади національної поезії.
Він співпрацював з видатними вченими свого часу у вдосконаленні перекладів, у тому числі з сербським літературним критиком Поповичем. Одним з його найбільш чудових перекладів є «Уельські барди» угорського поета Яноша Араня.